# O filii et filiae

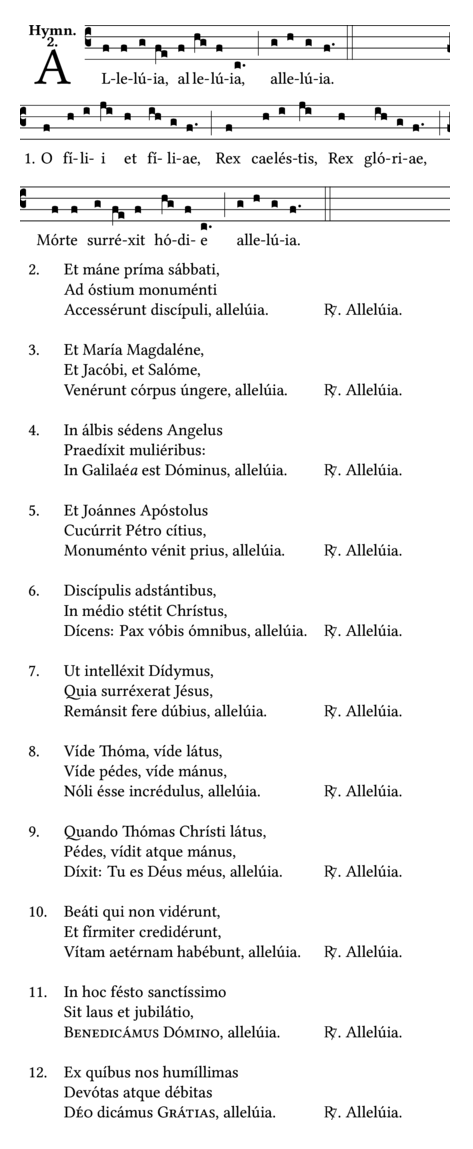
O filii et filiae

O filii et filiae ("O figli e figlie") è un inno cristiano proprio della Pasqua. Nella versione oggi più diffusa consiste di dodici strofe.

## Storia
Fu scritto dal frate minore francese Jean Tisserand, noto predicatore. Originariamente era composto di nove strofe (infatti le strofe "Discipulis adstantibus", "Postquam audivit Didymus", "Beati qui non viderunt" sono state aggiunte in un'epoca comunque vicina a quella della composizione). Le ultime due strofe sono un tropo sul versetto e responsorio che conclude abitualmente Lodi e Vespri.
L'inno divenne molto popolare in Francia, da dove si diffuse verso altre nazioni. Lalanne dà precise indicazioni sul canto: il triplo alleluia fra le strofe è cantato da una voce e ripetuto dal coro, mentre una voce solista canta le strofe dispari con il loro alleluia finale. Le strofe pari invece sono cantate dal coro. 
Il metro dell'inno segue il numero delle sillabe, ma non rispetta né l'accento né la quantità. In alcuni libri la melodia è indicato in canto piano, ciò permetterebbe in teoria di accentare le parole in modo corretto; ma più comunemente viene dato il triplo tempo moderno. Forse è per questo conflitto metrico che Neale parla di "rustica semplicità" del testo e lo assegna al XII secolo, sebbene altrove, nella nota premessa alla sua traduzione, lo attribuisca al XIII secolo. Jacques Paul Migne, nel suo "Dizionario di Liturgia" lo dichiara molto antico. Solo più recentemente è stato scoperto il suo autore, perché ancora il Dictionary of Hymnology ne ricostruisce la storia solo fino al 1659, sebbene Shipley l'avesse reperito in un Processionale Romano del XVI secolo.
Da numerosi libri francesi l'inno è collocato nella liturgia alla benedizione eucaristica della domenica di Pasqua.

## In musica
La melodia ha ispirato diversi brani per organo, fra cui le variazioni di Naji Hakim e Alexandre Guilmant e la meditazione della compositrice contemporanea Carlotta Ferrari.
È stato musicato da Marc-Antoine Charpentier in tre versioni: O filii à 3 voix pareilles H 312 (1670), O filii et filiae H 339 (1685), O filii pour les voix, violons, fûtes et orgue H 356 (1689 ?)
Anche Michel-Richard Delalande lo ha musicato nel 1698, composizione indicata con il numero d'opera S. 52.
La melodia è stata utilizzata anche da Manuel Maria Ponce nelle sue Variazioni su un tema di Cabezón (il tema è stato erroneamente attribuito ad Antonio de Cabezón)..